# Một hai ba (trò chơi)

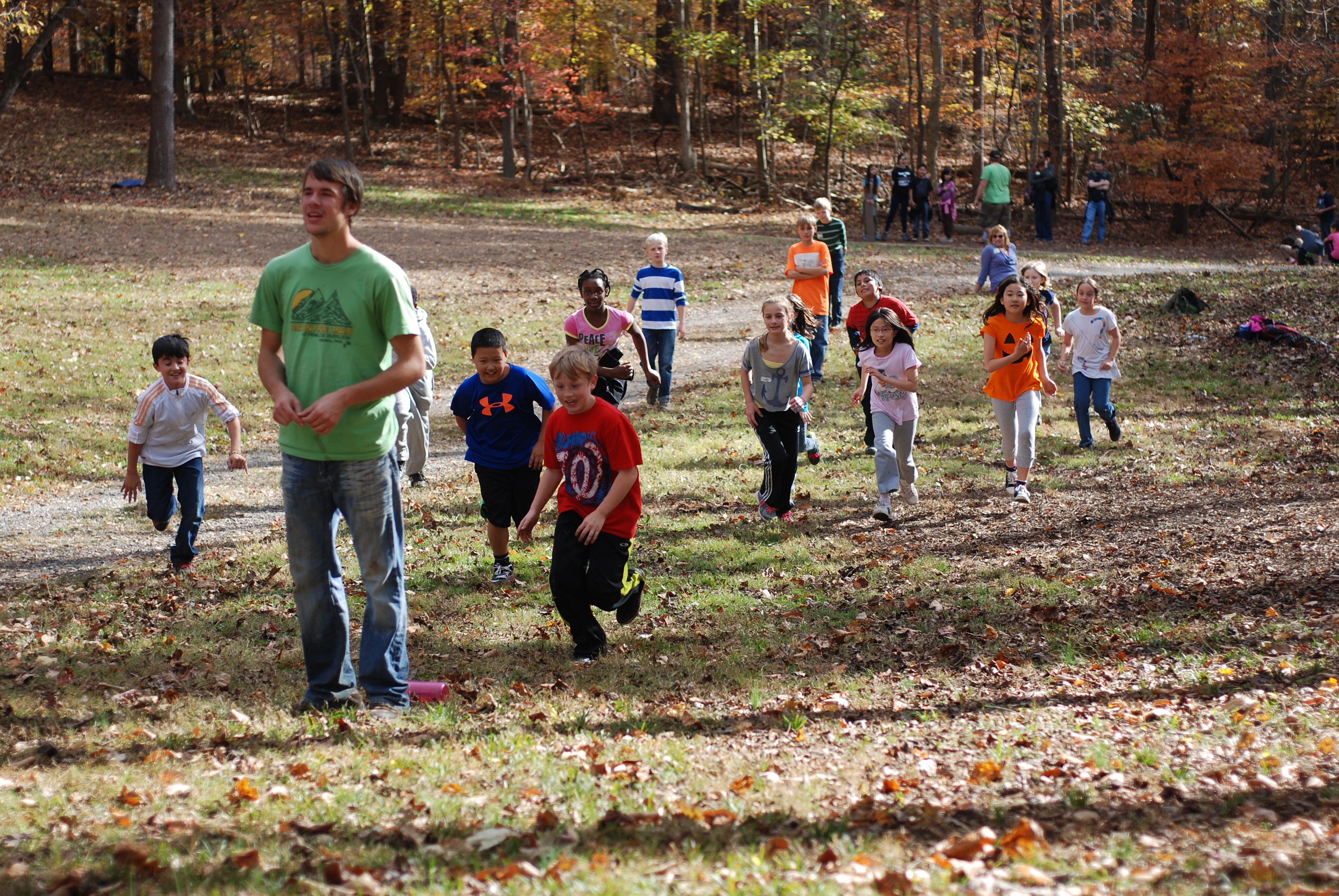

Một hai ba hay Em bé tập đi (Ở Bắc Mỹ, Úc: Đèn đỏ, Đèn xanh; ở Hàn Quốc: Bụp hồng cận nở rộ) là trò chơi dân gian trẻ em có trên nhiều quốc gia. Cách chơi có nhiều điểm khác nhau giữa các khu vực.

## Luật chơi chung
Sau đây là luật chơi chung:
1. Người phải "làm" (Giám tuyển, một số nơi coi đây là người bị phạt do thua oẳn tù tì) đứng ở đầu sân chơi. Những người chơi khác (những "bức tượng") đứng ở phía bên kia sân chơi, khoảng cách phụ thuộc vào kích thước sân.
2. Người phải "làm" quay lưng lại sân đấu, hô một hai ba (Việt Nam) với tốc độ bất kỳ, và các "bức tượng" cố gắng chạy và chạm vào người phải "làm".
3. Sau khi hô đến ba, người phải "làm" quay lại, các "bức tượng" phải cố định tư thế và giữ nguyên vị trí đó trong khi người "làm" soi tượng xem có nhúc nhích hay không. Người phải "làm" thậm chí được phép đi bộ xung quanh các "bức tượng". Tuy nhiên người phải "làm" cần phải cẩn thận: bất cứ khi nào người phải "làm" quay lưng không nhìn thấy "bức tượng", "bức tượng" được phép di chuyển.
4. Nếu "bức tượng" bị bắt đang di chuyển, người chơi đó sẽ bị phạt tạm ngừng chơi, lên đứng sát tường, hoặc quay về vạch xuất phát để bắt đầu chơi lại, hoặc bị loại.
5. Đến lúc có người nào đó đã bước lên được sát đằng sau người bị phạt (cách khoảng 0.5m) sẽ đập vào lưng người bị phạt, tất cả người chơi (kể cả người đang bị tạm ngưng chơi) sẽ chạy ùa về mức ban đầu. Ở một số nơi, "bức tượng" chạm đầu tiên sẽ cầm tay người phải "làm" và hô "Hổ báo cáo già về làng ta ăn thịt con...", những người theo sau phải chạm vai nhau, còn những người bị phạt do di chuyển sẽ phải bám vai người phải "làm". Đến khi nào hô đúng chữ "người" thì mọi người chơi sẽ chạy về mức ban đầu. Người bị phạt sẽ đuổi theo, chạm tay trúng ai thì người đó sẽ bị phạt và trò chơi lại bắt đầu.

## Trong văn hóa đại chúng
Trong series Trò chơi con mực trên nền tảng Netflix năm 2021, đây là trò chơi đầu tiên của cuộc thi. Trò chơi mang tên Đèn xanh đèn đỏ (bản dịch tiếng Anh) hay Bụp hồng cận nở rộ (tiếng Hàn).